# Instituto Português de Heráldica
O Instituto Português de Heráldica (IPH), com sede em Lisboa, é uma associação nacional de investigadores e estudiosos, constituída em 1929, que se dedica à congregação e divulgação de trabalhos especializados nas áreas das ciências da Heráldica e da Genealogia, através de sessões académicas regulares, publicações, atribuição de prémios e participações em congressos da especialidade. 

## História
O IPH foi criado em 1929 e os seus estatutos e insígnias aprovados a 6 de Junho de 1930.
Afonso de Dornelas foi Fundador, Chanceler e o 1.° Presidente do IPH. Por sua morte foi sucedido no cargo pelo Marquês de São Paio. Ao instituto pertenceram e pertencem os principais especialistas nesta áreas, nomeadamente Sanches de Baena, Azevedo Soares, António Baião, Armando de Matos e Eugénio de Castro, para só referir alguns dos mais antigos.
Desde 1932 que o IPH edita ininterruptamente a Revista de História, Heráldica, Genealogia e Arte intitulada «Armas e Troféus», presentemente dirigida por Augusto Ferreira do Amaral.
Tem atualmente como Presidente-Honorário o duque de Bragança e como presidente efectivo Miguel Metelo de Seixas.
O IPH, que reúne no Museu Arqueológico do Carmo, tem os seguintes órgãos: um presidente, que dirige as sessões académicas e preside ao órgão colegial deliberativo; um Conselho Director, composto pelos sócios efetivos, eméritos e honorários, que é órgão deliberativo com funções de Assembleia Geral; uma Secretaria-Geral, à frente da qual está o secretário-geral, com funções executivas, e um Conselho Fiscal. Além daqueles sócios, o IPH é composto por sócios correspondentes, sócios correspondentes estrangeiros e sócios agregados. 
O IPH mantém três comissões permanentes: a Comissão de Redação da Revista «Armas e Troféus»; a Comissão de Apreciação de Candidaturas e da Carreira dos Sócios; e a Comissão de Atribuição do Prémio do Instituto Português de Heráldica.